# Léonard Kweuke
Leony Léonard Kweuke (* 12. Juli 1987 in Yaoundé) ist ein kamerunischer Fußballspieler. Der Stürmer nimmt in der Geschichte des türkischen Klubs Çaykur Rizespor, für den er in den Jahren 2013 bis 2018 aktiv war, eine wichtige Rolle ein. So ist er mit seinen 47 Toren der erfolgreichste Erstligatorschützen der Vereinsgeschichte.

## Karriere
Kweuke kam zwischen März und Mai 2007 zu acht Einsätzen für den iranischen Erstligisten Esteghlal Teheran. Die folgende Saison verbrachte er beim iranischen Zweitligaklub Steel Azin FC. Im Sommer 2008 erhielt er einen Vertrag beim slowakischen Klub DAC Dunajská Streda, für den er in der Hinrunde der Saison 2008/09 elf Treffer in 16 Spielen erzielte.
In der Winterpause der Spielzeit 2008/09 wurde er von Eintracht Frankfurt als Ersatz für den längerfristig verletzten Ioannis Amanatidis für ein halbes Jahr ausgeliehen. Frankfurt besaß zudem eine Kaufoption, die aber nicht gezogen wurde.
Für die Saison 2009/10 sicherte sich Energie Cottbus die Dienste des Stürmers. Er wurde zunächst für ein Jahr ausgeliehen, der Verein besaß zusätzlich eine Kaufoption. Sein erstes Spiel für Energie Cottbus war am 16. Oktober 2009 bei der 1:2-Niederlage gegen den 1. FC Kaiserslautern, in dem er auch gleich sein erstes Tor für Cottbus erzielte.
Nachdem sich Energie Cottbus und DAC Dunajská Streda nicht über eine erneute Ausleihe geeinigt hatten, wechselte Kweuke zum tschechischen Erstligisten Sparta Prag.
Sein erstes Tor für Sparta Prag schoss er am 25. Oktober 2010 bei der 1:2-Niederlage gegen Slovan Liberec. Am 8. Mai 2013 traf er mit Sparta Prag im Halbfinale des tschechischen Pokals auf FK Mladá Boleslav. Kweuke sah für ein schweres Foul in der 47. Minute, bei dem sich sein Gegenspieler Radek Dosoudil das Schienbein brach, die Rote Karte und wurde später für zwölf Spiele gesperrt.
Zur Saison 2013/14 wechselte Kweuke zu Çaykur Rizespor. Bei diesem Klub etablierte er sich schnell als Stammspieler und Leistungsträger. Am ersten Spieltag der Saison 2015/16 sorgte er für einen Eklat. Nachdem sein Verein in der 87. Minute einen Elfmeter zugesprochen bekam, riss er dem vom Trainer Hikmet Karaman bestimmten Elfmeterschützen Sercan Kaya den Ball aus der Hand und schoss den Elfmeter trotz Einspruchs von Kaya und Karaman selbst. Nachdem er den Elfmeter verwandelt hatte, machte Kweuke Richtung Karaman provozierende Gesten, die dieser erwiderte. Kweuke wurde daraufhin von seinen Mitspielern abgehalten, auf seinen eigenen Trainer zuzustürmen. Trotz dieser Kontroverse sprach er sich mit Karaman aus und wurde von ihm weiterhin eingesetzt. Im Sommer 2017 verfehlte er mit Rizespor den Klassenerhalt der Süper Lig und ging mit dem Verein in die 2. türkische Liga. Hier wurde Rizespor zwar auf Anhieb Meister und erreichte den direkten Wiederaufstieg in die Süper Lig, aber weil sich Kweuke im Saisonverlauf verletzte und nicht mehr zur alten Form zurückfand, wurde im Sommer 2018 nach gegenseitigem Einvernehmen mit der Vereinsführung sein Vertrag vorzeitig aufgelöst. Bei Rizespor avancierte er mit seinen 47 Toren in 99 Erstligaspielen zum erfolgreichsten Erstligatorschützen der Vereinsgeschichte.

## Erfolge
Mit Çaykur Rizespor
- Meister der TFF 1. Lig und Aufstieg in die Süper Lig: 2017/18